# 유안 (임성정왕)
임성정왕 유안(任城貞王 劉安, ? ~ 120년)은 후한 중기의 황족이다.

## 생애
영원 13년(101년), 아버지 효왕의 뒤를 이어 임성왕에 봉해졌다.
유안은 품행이 다라워 여러 차례 평상복을 입고 봉국을 돌아다녔고, 속관들의 거마와 칼을 빼앗기도, 위사(衛士)들의 쌀과 고기를 빼앗기도 하였다. 국상 행홍(行弘)이 임성나라를 폐지하여야 한다고 상주하였으나, 안제는 차마 그러지 못하고 한 해의 세금 5분의 1을 몰수하였다.
영녕 원년(120년)에 죽어 시호를 정(貞)이라 하였고, 아들 유숭이 작위를 이었다.

## 출전
- 범엽, 《후한서》 권5 효안제기·권42 광무십왕열전

| 선대 아버지 임성효왕 유상 | 후한의 임성왕 101년 - 120년 정월 갑진일 | 후대 아들 임성절왕 유숭 |